# Clase Durango
La Clase Durango es una clase de patrullero oceánico (OPV, offshore patrol vessel en inglés), construido y diseñado por la Armada de México para su propio uso.
Esta clase presenta el concepto Stealth. Al igual que las clases Sierra y Oaxaca usa el concepto trinomio buque-helicóptero-interceptora lo cual permite ampliar el radio de acción en las operaciones realizadas con un ahorro sustancial en los costos de operación. Este buque puede pasar 20 días en altamar sin tocar puerto.
Tiene como principal misión realizar patrullajes en la Zona Económica Exclusiva.
Los buques PO-153 y PO-154 cuentan  con dos lanchas de salvamento autoadrizables e inhundibles en cualquier condición de mar. Su embarcación interceptora tiene una velocidad de 50 nudos. Poseen un helicóptero embarcado el cual puede ser un Eurocopter Panther AS 565MB, un Eurocopter Fennec AS 555, Bölkow Bo 105 CB o un MD 902 Explorer.
Estos buques fueron construidos en los Astilleros de la Armada (ASTIMAR) 1 y 20 en Tampico y en Salina Cruz.

## Unidades
| Identificativo | Nombre         | Alta en la Armada |
| -------------- | -------------- | ----------------- |
| PO 151         | ARM Durango    | 11/09/2000        |
| PO 152         | ARM Sonora     | 04/09/2000        |
| PO 153         | ARM Guanajuato | 01/05/2001        |
| PO 154         | ARM Veracruz   | 01/04/2001        |